# آلفرد بیمیش
آلفرد بیمیش (انگلیسی: Alfred Beamish; ۶ اوت ۱۸۷۹ – ۲۸ فوریهٔ ۱۹۴۴) یک تنیس‌باز اهل بریتانیا بود.